# Анасс Зарурі
Анасс Зарурі (араб. أنس الزروري, нар. 7 листопада 2000, Мехелен) — марокканський футболіст, нападник французького «Ланса».
Виступав, зокрема, за клуби «Ломмел» та «Шарлеруа», а також національну збірну Марокко.

## Клубна кар'єра
Народився 7 листопада 2000 року в місті Мехелен. Вихованець футбольної школи клубу «Зюлте-Варегем».
У дорослому футболі дебютував 2019 року виступами за команду «Ломмел», в якій провів два сезони, взявши участь у 30 матчах чемпіонату. 
Своєю грою за цю команду привернув увагу представників тренерського штабу клубу «Шарлеруа», до складу якого приєднався 2021 року. Відіграв за команду з Шарлеруа наступний сезон своєї ігрової кар'єри. Більшість часу, проведеного у складі «Шарлеруа», був основним гравцем атакувальної ланки команди.
До складу клубу «Бернлі» приєднався 2022 року. Станом на 16 листопада 2022 року відіграв за клуб з Бернлі 13 матчів в національному чемпіонаті.

## Виступи за збірні
2017 року дебютував у складі юнацької збірної Бельгії (U-17), загалом на юнацькому рівні взяв участь у 7 іграх, відзначившись одним забитим голом.
Протягом 2021–2022 років залучався до складу молодіжної збірної Бельгії. На молодіжному рівні зіграв у 7 офіційних матчах.
2022 року дебютував в офіційних матчах у складі національної збірної Марокко.
У складі збірної був учасником чемпіонату світу 2022 року у Катарі.
| Дата       | Місто        | Господарі | Результат | Гості   | Турнір                                  | Голи | Примітки |
| ---------- | ------------ | --------- | --------- | ------- | --------------------------------------- | ---- | -------- |
| 17-11-2022 | Шарджа       | Марокко   | 3 – 0     | Грузія  | товариський матч                        | -    | 69'      |
| 17-12-2022 | Ер-Раян      | Хорватія  | 2 – 1     | Марокко | ЧС 2022 - матч за 3-тє місце            | -    | 64'      |
| 28-3-2023  | Мадрид       | Марокко   | 0 – 0     | Перу    | товариський матч                        | -    | 62'      |
| 17-6-2023  | Йоганнесбург | ПАР       | 2 – 1     | Марокко | Відбір до Кубка африканських націй 2023 | -    | 41'      |
| Усього     |              | Матчів    | 4         |         | Голів                                   | 0    |          |